# Grand tour (Big Big Train)
Grand tour is een studioalbum van Big Big Train De band nam het album op in hun eigen geluidsstudio English Electric Studio, de gerenommeerde Abbey Road Studios en Real World Studios. Nick D'Virgilio nam zijn partijen op in zijn eigen Sweetwater Studios. Het album heeft een centraal thema in de zogenaamde Grand tour, kunst- of wetenschapreizen in de 17e en 18e eeuw naar de klassieken. De band deed daarmee een stapje buiten hun gangbare basis; het Britse landschap. De platenhoes ontworpen door Sarah Ewing laat de Romeinse god Apollo met een lier zien.
Na dit album nam Big Big Train wat gas terug. Er kwam een album uit met restmateriaal van eerdere opnamen; een soloalbum van Longdon (Dyble Longdon) en een soloalbum van d'Virgilio (Invisible).

## Nummers
Novum Organum is de inleiding tot de muzikale reis. Alive gaat over het op stap gaan; de kalkrotsen van Dover achter je laten. The Florentine gaat over Leonardo da Vinci. Roman stone is de eerste suite (delen 1: Foundation; 2: Rise; 3:Ne plus ultra; 4: Fall; 5: Legacy) behandelt de opkomst (rise) en ondergang (fall) van het Romeinse Rijk. Pantheon gaat over het Roomse Pantheon. Theodora in green en gold voert terug op de mozaïeken in de San Vitale in Ravenna. Ariel is de tweede suite (1: Come unto these yellow sands; 2: Noises, sounds and sweet airs; 3:New place; 4: Of there are spirits of the air; 5: Music, when soft voices die; 6: Casa Magnia, 1822; 7: Approach, my Ariel, come; 8: Coda: triumph of life) waarvan het eerste stuk gaat over de verdrinkingsdood van Percy Bysshe Shelley in de Golf van La Spezia. De suite wordt opgevolgd door weer een suite Voyager, dat als basis diende voor het album. Het zevendelige stuk (1: On the ocean; 2: The farthest shore; 3: The pillers of Hercules; 4: Further beyond; 5: Grand finale; 6: The space between the stars; 7: Homecoming) maakt een vergelijking met bovenstaande reizen met de ruimtereizen van Voyager 1 en Voyager 2; erop uit om de wereld, het zonnestelsel verder ontdekken. Homesong is het feest der herkenning als men weer thuis is ("we are home now").

## Ontvangst
De ontvangst binnen de niche van de progressieve rock was goed, maar ook daar buiten werd het redelijk ontvangen met recensies in The Times en Daily Express. In alle gevallen werd er gewezen op de muziek van Genesis uit het Peter Gabrieltijdperk; mede veroorzaakt doordat de stem van Longdon op die van Gabriel lijkt. Het verband met Genesis en Gabriel is voorts terug te vinden in het boekwerk Genesis 1867 to 1975 the Peter Gabriel Years, waarbij Spawton een van de uitgevers was. Drummer Nick D'Virgilio heeft ook een Genesis-verleden; zijn eerdere band Spock's Beard werd ook met Genesis vergeleken en hij speelde mee op Calling All Stations van Genesis. Het album Grand tour wist in Engeland een 35e plaats te veroveren in de albumlijst.

## Musici

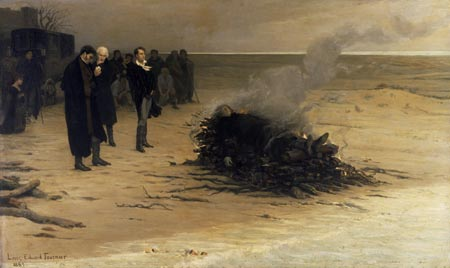
Interpretatie door Louis Édouard Fournier (1857-1917) van de begrafenis van Shelley op het strand

- David Longdon – zang, dwarsfluit, aanvullende toetsinstrumenten, gitaren
- Dave Gregory – gitaar
- Greg Spawton – basgitaar, baspedalen
- Rikard Sjöblom – gitaar, toetsinstrumenten, achtergrondzang
- Danny Manners – toetsinstrumenten
- Rachel Hall – viool, achtergrondzang en strijkarrangementen op Voyager (samen met Manners en Spawton)
- Nick D'Virgilio – drumstel, percussie, achtergrondzang, medeleadznag op Theodora in green and gold, aanvullend toetsen- en gitaarwerk.

## Muziek
| Nr. | Titel                                                                    | Duur  |
| --- | ------------------------------------------------------------------------ | ----- |
| 1.  | Novum organum (tekst: Spawton, muziek: D'Virgilio, Spawton)              | 2:25  |
| 2.  | Alive (tekst: Longdon, muziek: Longdon)                                  | 4;34  |
| 3.  | The Florentine (tekst: Longdon, muziek: Longdon)                         | 8:17  |
| 4.  | Roman stone (tekst: Spawton, muziek: Spawton)                            | 13:33 |
| 5.  | Pantheon (muziek: D'Virgilio)                                            | 6:12  |
| 6.  | Theodora in green and gold (tekst: Spawton, muziek: D'Virgilio, Longdon) | 5:32  |
| 7.  | Ariel (tekst: Longdon, muziek: Longdon)                                  | 14:28 |
| 8.  | Voyager (tekst:Spawton, muziek: Spawton)                                 | 14:20 |
| 9.  | Homesong (tekst: Spawton, muziek: Spawton)                               | 4:50  |